# Fastighets AB Trianon
Fastighets AB Trianon är ett svenskt börsnoterat fastighetsföretag, som äger och bygger bostads-, handels-, kontors- och samhällsfastigheter i Malmö kommun och närliggande kommuner. Företaget grundades 1973 och var noterat 2017–2020 på Stockholmsbörsens First North Premier Growth Market-lista. Sedan 2020 är företaget noterat på Stockholmsbörsens huvudlista (medelstora företag).
Trianons fastighetsbestånd i början av 2021 omfattade 82 fastigheter i Malmö, Skurups och Burlövs kommuner, med 402.000 kvadratmeter uthyrningsbar yta.